# Max Winckel
Max Winckel (* 11. September 1875 in Berleburg, Westfalen; † 20. Dezember 1960 in Berlin-Grunewald) war ein deutscher Chemiker und Ernährungsforscher.

## Leben
Max Winckel wuchs als Sohn eines Fabrikbesitzers in Berleburg auf. Er absolvierte eine Apothekerlehre, studierte dann in München, Marburg, Zürich und Bern Pharmazie und Chemie mit Schwerpunkt auf Nahrungsmittelchemie, Hygiene und Bakteriologie. Während seines Studiums wurde er Mitglied des AGV München. 1903 promovierte er in Bern mit der Arbeit Ueber das angebliche Vorkommen freien Phloroglucins in den Pflanzen. Bis 1908 war er als Chemiker in Bregenz am Bodensee tätig, dann siedelte er nach München über. Nach der Vereidigung als Handels- und Gerichtschemiker errichtete er dort ein chemisches Laboratorium.
Winckel begann in München mit volkspädagogischen Vorträgen und Artikeln, die sich immer stärker auf Fragen der allgemeinen Volksernährung richteten. Seine Vorstellungen über eine „richtige“ und „rationale“ Ernährung folgten inhaltlich dem Mainstream der damaligen Ernährungswissenschaft, verwiesen jedoch auch auf die alternativen Ansätze der Lebensreformbewegung. Mit Beginn des Ersten Weltkrieges bot er den bayerischen Behörden ohne Erfolg seine fachlichen Dienste an und verfasste dann Bücher und Broschüren für eine adäquate Kriegsernährung. Diese wurden breit rezipiert, sodass er als Ernährungsexperte seit 1915 weitere Broschüren über einzelne Lebensmittel im Auftrag verschiedener Reichsbehörden verfassen konnte. Winckel konzentrierte sich vor allem auf die Verwertung der Hefe und der Entbitterung der Lupine. 1916 wurde Winckel dann Leiter des neu gegründeten Laboratoriums der Kriegsnährmittelgesellschaft in Berlin. Seit 1919 arbeitete er als Berater der Deutschen Landwirtschaftshilfe sowie als technischer Mitarbeiter im Bereich des Maschinenbaus der Nahrungsmittelindustrie.
Während dieser Zeit verdichtete sich der Plan, eine wissenschaftlich fundierte, aber zugleich breitenwirksame Ernährungsfachzeitschrift herauszugeben. Nach der Inflation startete 1925 Die Volksernährung (seit 1931 Zeitschrift für Volksernährung und Diätetik, seit 1934 Zeitschrift für Volksernährung) im Berliner Verlag Rotgießer & Diesing. Sie erreichte eine Auflage von bis zu 6000 (1931) und war unter der Herausgeberschaft Winckels die wichtigste Ernährungsfachzeitschrift der Zwischenkriegszeit. Winckel schrieb hierin mehr als 300 Artikel zu fast allen Themen der Ernährung. Er war seitdem einer der führenden Ernährungsexperten im Deutschen Reich. 1927 konnte er die Finanzierung der Berliner Ausstellung „Die Ernährung“ sichern, die 1928 zu einem großen Publikumserfolg wurde. Winckel konzipierte 1929 auch die Ernährungsabteilungen der Wanderausstellung „Technik im Heim“. Ziel war jeweils eine „rationale“ Ernährung auf Basis der neueren Erkenntnisse der Vitaminlehre und der nationalen Ernährungsgrundlagen.
Winckel war Ende der 1920er Jahre auch bemüht, die Ernährungsaufklärung institutionell zu verankern. Er war Initiator und Mitbegründer des 1928 gegründeten „Reichsverein Volksernährung“ sowie der ebenfalls 1928 ins Leben gerufenen „Internationalen Arbeitsgemeinschaft zum Studium der Volksernährung“. Während letztere stärker fachwissenschaftlich ausgerichtet war, zielte der Reichsverein auf Ernährungs- und Diätkurse vor Ort, also eine Popularisierung der „Neuen Ernährungslehre“. 1931 wurden diese Bestrebungen mit der Gründung der „Schule der Ernährung“ in Berlin institutionalisiert. Winckel erstellte Lehrpläne und Lehrmaterialien, war Ende der 1920er Jahre aber auch im Rundfunk mit populären Vorträgen regelmäßig präsent.
Die Machtzulassung der Nationalsozialisten beendete diese Tätigkeiten nicht, denn Winckel passte sich den neuen Gegebenheiten willig an. Die bestehenden Institutionen wurden im Rahmen der Gleichschaltung in staatlich-korporatistische Strukturen eingebunden. Winckel unterstützte die nationalsozialistische Agrar- und Ernährungspolitik. Jüdische Mitarbeiter konnten nicht mehr länger publizieren und lehren, die Zeitschrift für Volksernährung und Diätetik und auch Winckel selbst agierten strikt gegen alternative Ernährungsrichtungen. Die NS-Politik wurde auch im Rahmen der Kriegsrüstung vor allem seit dem Vierjahresplan 1936 systematisch unterstützt. Winckel blieb auch während des Zweiten Weltkrieges Berater, Vertreter und Propagandist der staatlichen Ernährungspolitik. Selbst die 1944 erfolgte Überführung der Zeitschrift für Volksernährung in die Zeitschrift Gemeinschaftsverpflegung wurde von Winckel mitgetragen.
Nach dem Zweiten Weltkrieg arbeitete Winckel weiter als Publizist und Berater. 1947/48 war er Geschäftsführer der Abteilung Ernährungswirtschaft der Deutschen Landwirtschafts-Gesellschaft, 1951 konnte er die „Arbeitsgemeinschaft Volksernährung“ neu wiedergründen. Er war einer der vielen Ernährungsfachleute der NS-Zeit, deren Vorarbeiten 1953 in die Gründung der Deutschen Gesellschaft für Ernährung mündeten.

## Schriften
- Krieg und Volksernährung. München 1914.
- Kriegsbuch der Volksernährung. München 1915.
- Die Lupine und ihre Bedeutung für Landwirtschaft und Volksernährung. Berlin 1920.
- Ernährungslehre. Gotha 1930.
- Die deutsche Volksnahrung und -Ernährung. Berlin 1934.
- Leben und Ernährung. Berlin 1938.
- Biologie der Volksernährung. Berlin 1947.